# Otto Stockmayer
Otto Stockmayer (* 21. Oktober 1838 in Aalen, Württemberg; † 12. April 1917 in Hauptwil, Thurgau, Schweiz) war ein deutscher evangelischer Pfarrer und Evangelist in der Schweiz, der zu den führenden Personen der Heiligungsbewegung gehörte.

## Leben

### Herkunft, Studium und frühes Leben
Stockmayer wurde als Sohn des schwäbischen Oberamtmannes Gustav Stockmayer geboren, der ihn sehr streng erzog und von ihm unbedingten Gehorsam verlangte. Schon früh verlor er seine Mutter. Mit jungen Jahren begann er ein Theologiestudium im Seminar Schönthal und in Tübingen. Hier lernte er Professor Johann Tobias Beck kennen. Aber er verlor trotzdem seine positive Glaubenssicht durch Bibelkritik und freimaurerische Ansätze. Er litt sehr unter Heimweh und Schwermut. In diese Phase, als er u. a. Hauslehrer in der Schweiz tätig war, fällt auch seine persönliche Bekehrung.

### Prediger, Theologe und Evangelist
Stockmayer arbeitete ab 1862 als Hilfsprediger, Prediger und Evangelist der Chapelle de l'Oratoire, der Église Évangélique Libre in Genf, in Tavannes und als Pfarrer in L’Auberson in der Gemeinde Sainte-Croix im Waadtländer Jura. Alle Kirchen standen unter der Führung von Alexandre Vinets, der diese Kirchen zum überwiegenden Teil auch gegründet hatte.
Im Jahr 1867 ging er nach Männedorf im Kanton Zürich, wo er von Dorothea Trudel und Samuel Zeller durch Handauflegung zum Dienst für Gott eingesegnet wurde; zuvor hatte er hier bereits Heilung erfahren. Er blieb insgesamt etwa zwei Jahre dort, um diese Art zu beten kennen- und anwendenzulernen. Sein konsequenter Charakter bewog ihn dazu, nach echter Heiligung zu streben.
Die Erweckungen um den amerikanischen Evangelisten D.L. Moody beeindruckten ihn und zogen ihn an, und er wurde vom Aufbruch der Heiligungsbewegung und den Konferenzen 1874 in Oxford bzw. 1875 in Brighton erfasst. Neben Theodor Jellinghaus wurde er im deutschsprachigen Raum zum führenden Theologen und Evangelisten dieser Heiligungsbewegung.
1875 nahm er seinen Wohnsitz im neuenburgischen Peseux. Eine Berufung zum zweiten Prediger der Freien evangelischen Gemeinde in Elberfeld-Barmen, neben Heinrich Neviandt, lehnte er 1875 endgültig ab.
Im Schloss Hauptwil in der Ostschweiz eröffnete er ein Seelsorgeheim, das er seit 1878 leitete. Es wurde zum vielbesuchten Erholungsheim in Hauptwil im Kanton Thurgau.
Er war Mitgründer des Evangelischen Gnadauer Gemeinschaftsverbandes im Jahr 1888.
In seiner Berner Zeit war Franz Eugen Schlachter einer seiner wichtigsten Mitarbeiter. Sein großes Anliegen war die Heiligung und Zubereitung der „Brautgemeinde“, die sich für die Wiederkunft Christi vorbereitete. Auch er selbst bekannte konsequent, notfalls auch öffentlich, bei sich selbst erkannte Sünde. Er selbst erlebte schwere Stunden, besonders als sein Sohn sich in geistiger Umnachtung das Leben nahm. Er vertrat konsequent die Lehre der Krankenheilung, akzeptierte aber auch Krankheit als Erziehungsmittel Gottes. Zeitweise vertrat er eine Auswahlentrückung der „Brautgemeinde“, gab diese Lehre aber 1909 wieder auf.
Stockmayer war einer der Führer der Gemeinschaftsbewegung, die sich 1909 durch die Berliner Erklärung von der Pfingstbewegung abgrenzte und diese scharf verurteilte. Er schrieb einige Andachtsbücher, Bibelauslegungen und thematische Schriften, die von seinen Freunden Michael und Elizabeth Baxter ins Englische übersetzt wurden.
Er war auch Redner im englischen Keswick und in den USA an Konferenzen der Christian and Missionary Alliance 1882 bis 1904. Seine Ansprachen wirkten manchmal anstößig und lösten auch Kontroversen unter den Zuhörern aus.
Im Jahr 1917 starb er im Alter von 79 Jahren.

## Privates
1871 heiratete er Henriette Marie Glardon.

## Schriften

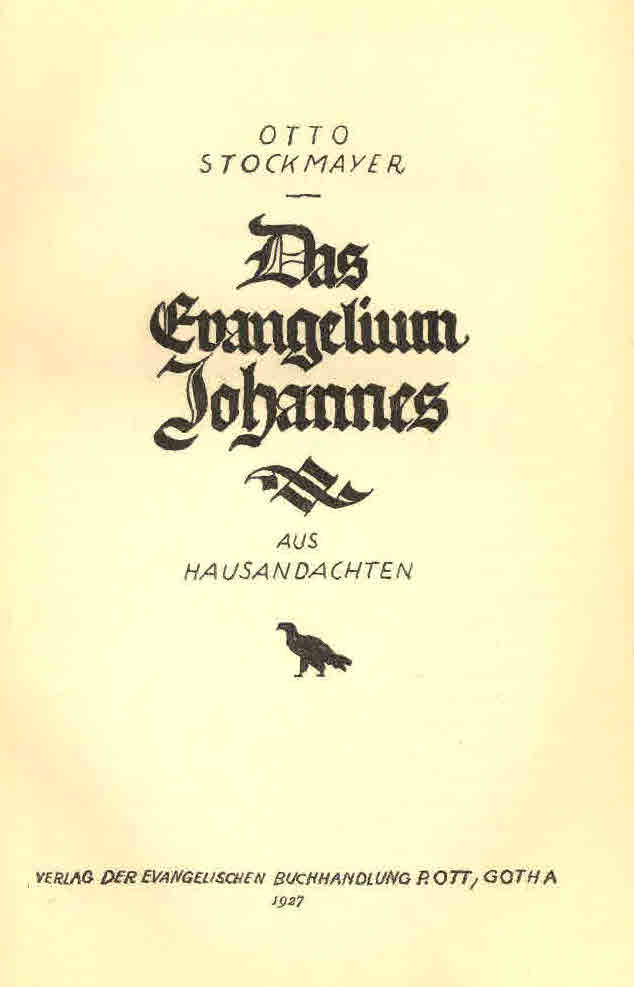
Titelblatt von Stockmayers „Evangelium Johannes“, posthum 1927

- La maladie et l’Évangile, Delachaux & Niestlé, Neuchatel 1878.
  - Sickness and the Gospel, Partridge, London 1879; überarbeitete Auflage: Bemrose & Sons, London 1887.
    - Krankheit und Evangelium, Spittler, Basel 1880.
- Die Überwindung des Satans, 1890.
- Gnade und Sünde, 1897.
- Die Gabe des Heiligen Geistes, 1898.
- Geistesleitung, 1900.
- Stille Tage in Teichwolframsdorf, 1903.
- Der Leib Christi und sein göttlicher Baumeister, 1908.
- Abraham der Vater der Gläubigen, 1921.
- Die Gnade ist erschienen. Andachten, bearbeitet von Alfred Roth, 1923.
- Das Evangelium Johannes. Aus Hausandachten. Gotha 1927. Digitalisat
- Aus Glauben in Glauben.
- Bibelstunden über den Römerbrief.